# Julia Silber
Julia Marta Silber (Carlos Casares, 14 de noviembre de 1943 -La Plata, 30 de noviembre de 2011) fue una pedagoga y profesora en Ciencias de la Educación por la Universidad Nacional de La Plata. Se desempeñó como profesora titular ordinaria de la cátedra de Pedagogía en el Departamento de Ciencias de la Educación de la Facultad de Humanidades y Ciencias de la Educación de la Universidad Nacional de La Plata. Es autora de numerosas publicaciones del campo de la pedagogía y la formación docente.

## Trayectoria profesional
En su formación profesional se destaca la figura del profesor Ricardo Nassif con quien se desempeñó como docente en la cátedra de Pedagogía en la Universidad Nacional de La Plata. Su ámbito de especialización fue la pedagogía realizando aportes al estudio de las teorías de la educación y los problemas actuales de la educación. Ha dictado cursos de posgrado sobre [pedagogía] y teorías y problemáticas actuales de la educación. 
Ha sido profesora titular ordinaria de Teoría de la Educación de la Facultad de Periodismo y Comunicación Social de la Universidad Nacional de La Plata desde 1999 hasta noviembre de 2006.
Silber ingresó a la carrera de Ciencias de la Educación de la UNLP en 1961 y si bien el plan de estudios preveía una duración de cinco años, logró graduarse en cuatro, adelantando cursadas y promociones. Se recibió en 1964 con un promedio de 9,08, el más alto en 1963 y 19647 e ingresó como auxiliar docente con funciones de investigación en Pedagogía Universitaria bajo la dirección de Ricardo Nassif en el DCE en 1965. Al año siguiente, fue designada como auxiliar docente ad honorem en Pedagogía, cargo que desempeñó hasta su nombramiento como Jefe de Trabajos Prácticos en la misma cátedra en 1969 y hasta su cesantía en diciembre de 1974. Por su activa y continua participación en la cátedra, Silber terminó asumiendo funciones que trascendían su cargo y que la convertían, prácticamente, en la “mano derecha” de Nassif, algo así como su “secretaria personal”.
Realizó investigación bajo la dirección de Nassif entre 1967 y 1974. Además fue él su director de becas de investigación, de iniciación y perfeccionamiento en la UNLP entre 1967-1969 y 1973-1974. También dirigió su proyecto de tesis doctoral, presentado en la UNLP en 1971, referido a las “Tendencias de la educación y la Pedagogía en el siglo XX en Argentina”. En su beca de perfeccionamiento abordó el tema “El antipositivismo pedagógico en la Argentina. La filosofía educativa de Juan Mantovani en el desarrollo de la Pedagogía y la educación argentinas”. Como se advierte, los tópicos de las investigaciones se conectaban estrechamente con los contenidos del curso de Pedagogía y esto resulta todavía más comprensible si se considera que eran propuestos por el propio Nassif. En ocasiones, por la índole del tema, Nassif sugería la vinculación con otros docentes del DCE. Así fue como Silber desarrolló una beca de iniciación en investigación otorgada por la Universidad, bajo la dirección del Profesor Norberto Fernández Lamarra, entre 1970 y 1972 para desarrollar el tema “Situación educativa argentina desde el año 1940 y su relación con la evolución económica, social y política del país”.
Silber consideraba que en ese momento su trayectoria académica y profesional era, de alguna manera, “llevada” y conducida por el propio Nassif. Él abría espacios para su formación y la del grupo de colegas con que trabajaba y les facilitaba oportunidades laborales que representaban verdaderos desafíos pues demandaban un esfuerzo creativo tanto en lo relativo al desempeño docente como en la producción de nuevos conocimientos.
Tal fue el caso de la experiencia desarrollada entre  fines de los años 1960 y 1974 en la Facultad de Ciencias Médicas. En ese ámbito, Nassif convocó a Silber a participar de una serie de cursos de Pedagogía Universitaria organizados por el Departamento de Graduados de esa Facultad que, en ese momento, dirigía el Dr. Ricardo Reca.

## Publicaciones
- Prácticas formativas (o acerca de la recuperación de un espacio de producción oculto). Artículo publicado en la revista virtual Nodos de la Cátedra Comunicación y Educación de la Facultad de Periodismo y Comunicación Social, año 2003, N.º 2. Revista integrante de la “Red Iberoamericana de Revistas de Comunicación y Cultura” (FELAFACS).
- González, Manuela y Silber, Julia: La Universidad en el barrio. Proyecto de Extensión: Abordaje interdisciplinario para la promoción de los derechos de la niñez y adolescencia de familias en riesgo del Barrio Malvinas, La Plata, Edic. Al Margen, mayo de 2005.
- Silber,J.; Barcia, M.; Hernando, G.; Elías, M. E.; Citarella, P. (2005) Significaciones del término crítica en los discursos docentes. El caso de la Facultad de Periodismo y Comunicación Social de la Universidad Nacional de La Plata. En Crovi Druetta, D. (coord.) Bitácora de viaje. Investigación y Formación de Profesionales de la Comunicación en América Latina. Instituto Latinoamericano de Comunicación Educativa, ILCE, México DF.
- Algunas cuestiones relativas a la especificidad del saber pedagógico. Artículo en Vogliotti, A., de la Barrera, S. y Benegas, A. (Compiladoras), Aportes a la Pedagogía y a su enseñanza. Debaten y escriben los pedagogos. Publicado por la Universidad Nacional de Río Cuarto, 2007.